# عبد الغني كبة
الحاج عبد الغني أفندي بن مصطفى بن محمد صالح بن مصطفى بن درويش علي كبة كان من وجهاء بغداد، عين وزيرا بلا وزارة في الوزارة النقيبية الأولى، وهي الحكومة المؤقتة الأولى التي تشكلت في العراق في 11 تشرين الثاني 1920، كما اختير عضوا لمجلس الأعيان للفترة من تموز 1925 إلى 1929.
ولد عبد الغني كبة في بغداد عام 1860 أو 1862، وكان يعمل بالتجارة، ويعود أصله لقبيلة ربيعة.
ساهم في تأسيس جمعية الشبيبة الجعفرية عام 1919، وكان معظم أعضائها من طلاب المدرسة الجعفرية.
توفي في بغداد في 8 أيار 1940.

## عائلته
جده محمد صالح كبة (1787-1871) كان من تجار وسراة بغداد، ووالده مصفى كبة ولده سنة 1839 وتوفي في النجف في تشرين الثاني 1914.
أما عمه فهو التاجر والشاعر والفقيه محمد حسن كبة.
وابن عمه محمد مهدي كبة، كان عضو مجلس السيادة بعد قيام الجمهورية العراقية.